# American
«American» — песня американской певицы и композитора Ланы Дель Рей, выпущенная 9 ноября 2012 года и написанная для мини-альбома «Paradise». Она также вошла в переиздание второго студийного альбома «Born to Die», которое называется «Born to Die: The Paradise Edition». Лирически песня ссылается на Элвиса Пресли и Мэрилин Монро.

## История создания
Песня American была написана Элизабет Грант, Эмили Хейни и Риком Ноуэлсом в декабре 2011 года во время мирового тура Ланы «Born to Die Tour». В песне Лана поет о родине, жизни, рассказывает о своих ошибках на жизненном пути, упоминает также Мэрилин Монро и Элвиса Пресли как лучших друзей, которые сопровождают Лану по жизни, помогая ей вдохновением для создания произведений. Продюсером является Дэн Хит, который писал многие песни для альбомов «Born to Die», «Ultraviolence» и «Honeymoon (альбом)». Отзывы песня получила смешанные от музыкальных критиков, а от фанатов как всегда теплые. Многие издания похвалили Лану за лирику и сильный голос, а также смысл песни, такие как Idolator, Billboard и другие музыкальные издания.

## Чартография

### Позиции в чартах
| Чарт (2012)                                                    | Высочайшая позиция |
| -------------------------------------------------------------- | ------------------ |
| Франция (SNEP)                                                 | 84                 |
| Великобритания — UK Singles Chart                              | 151                |
| Объединённая германская команда — Billboard Rock Songs         | 29                 |
| Объединённая германская команда — Billboard Rock Digital Songs | 45                 |